# Knjase-Wolkonskoje
Knjase-Wolkonskoje (russisch Кня́зе-Волко́нское) ist ein Dorf (selo) in der Region Chabarowsk (Russland) mit 6758 Einwohnern (Stand 1. Oktober 2021).

## Geographie
Der Ort liegt etwa 30 km Luftlinie östlich des Regionsverwaltungszentrums Chabarowsk, zugleich Verwaltungssitz des Rajons Chabarowski, zu dem das Dorf gehört. Es befindet sich am rechten Ufer des rechten Amur-Nebenflusses Sita, unmittelbar unterhalb der Einmündung des Obor.
Knjase-Wolkonskoje ist Sitz der Landgemeinde Knjase-Wolkonskoje selskoje posselenije, zu der außerdem das Dorf Blagodatnoje gehört.

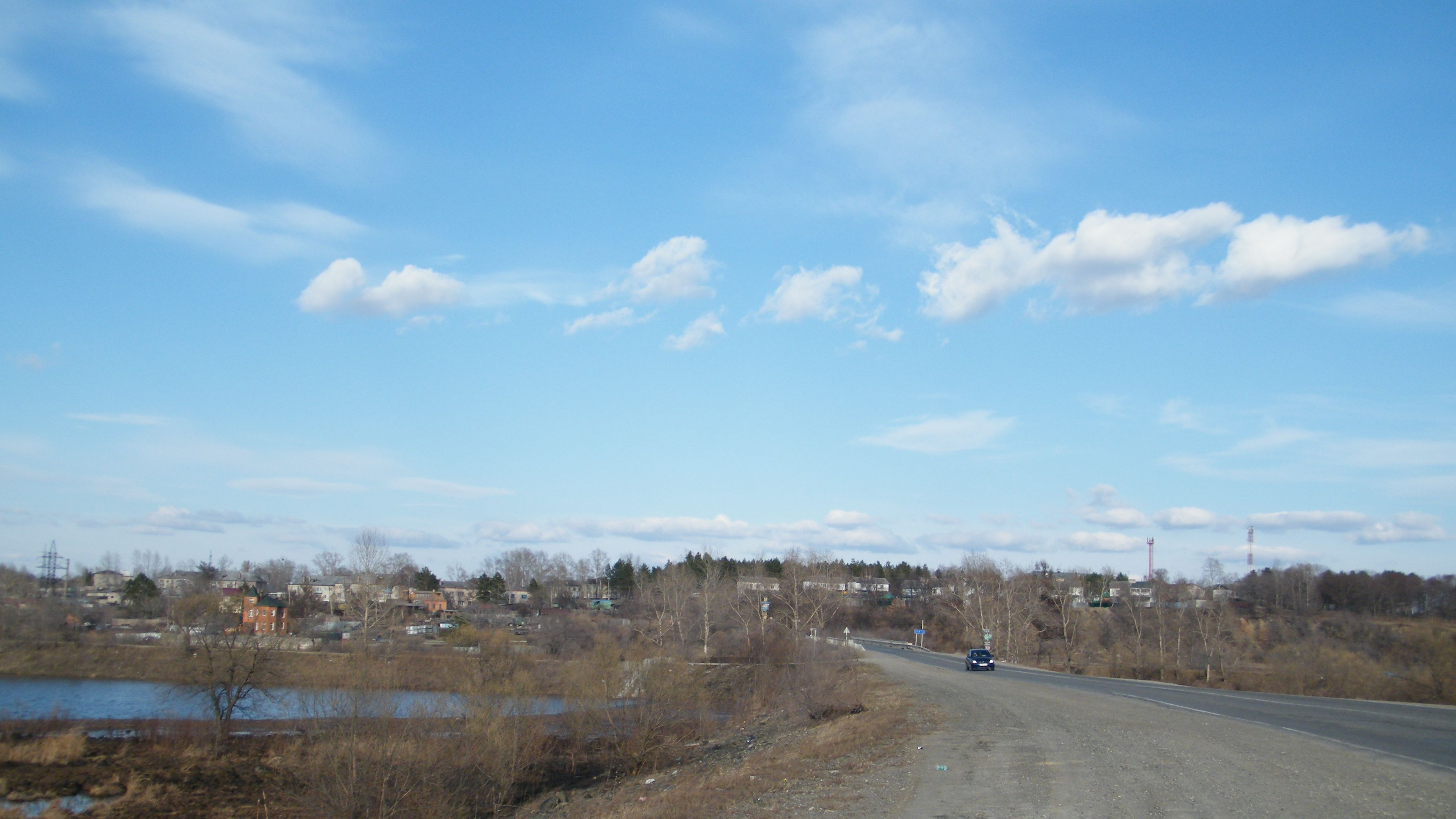
Blick auf den Ort
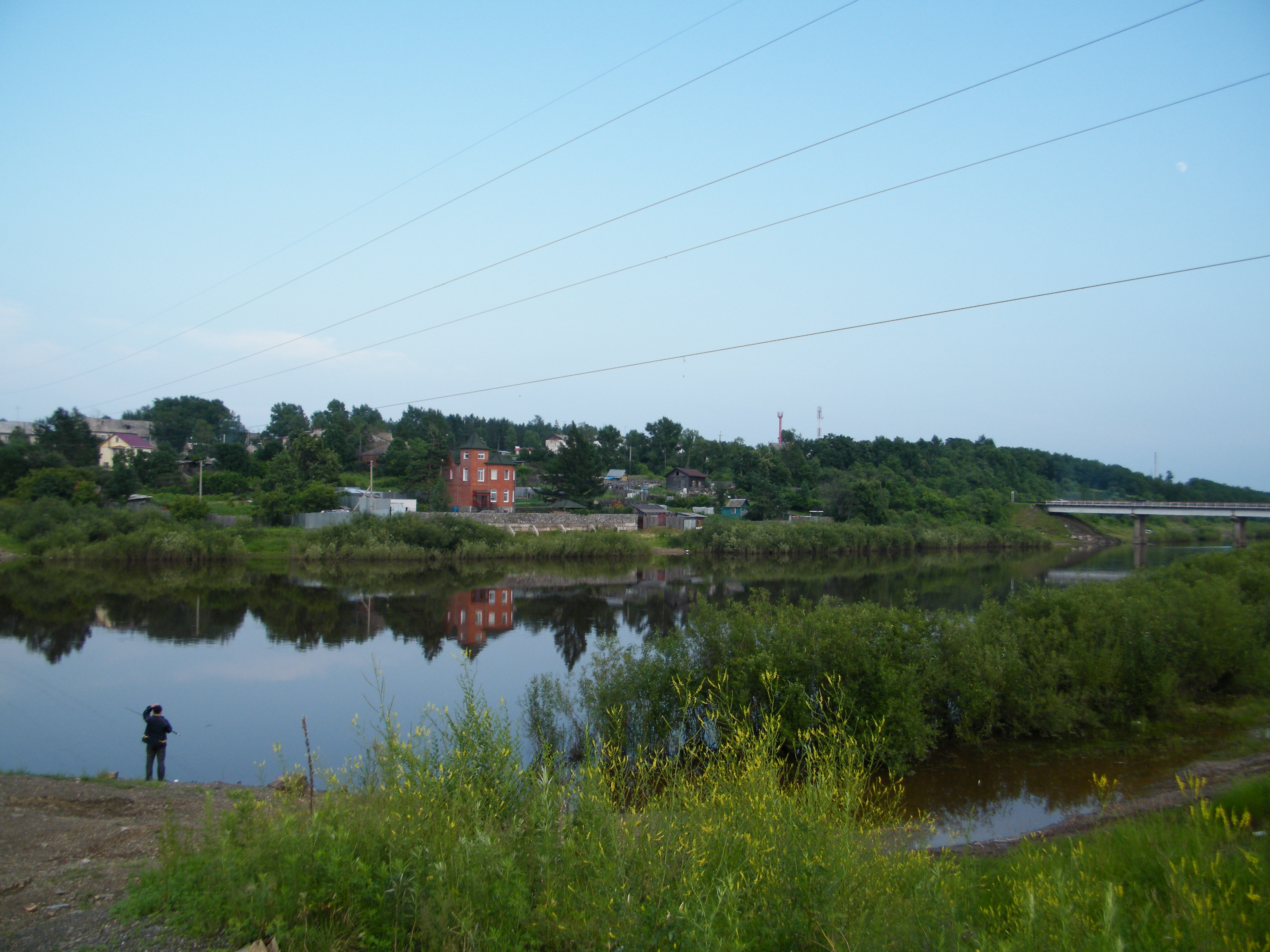
Die Sita mit Knjase-Wolkonskoje
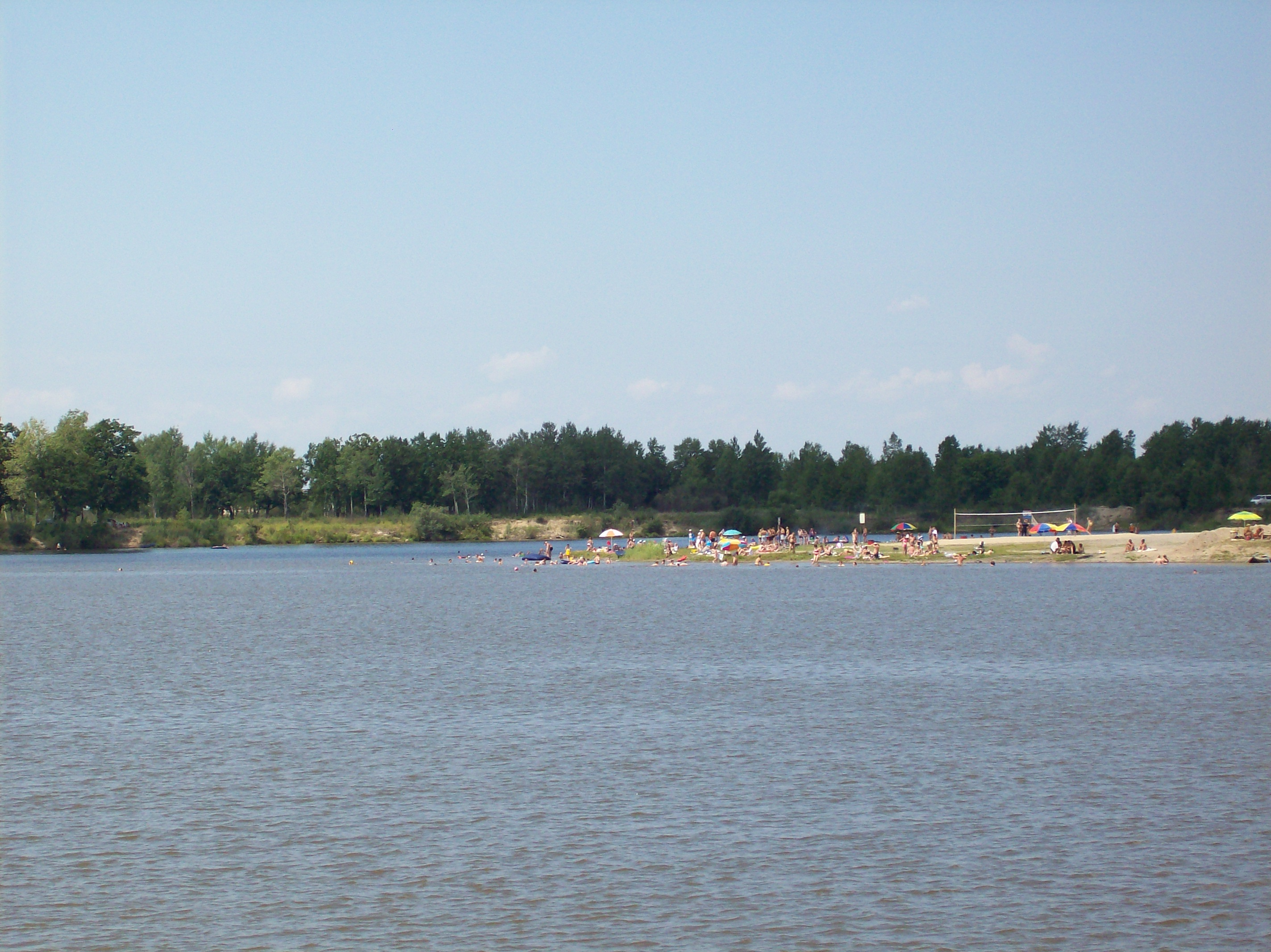
Blagodatnoje-See bei Knjase-Wolkonskoje, eine geflutete Kiesgrube
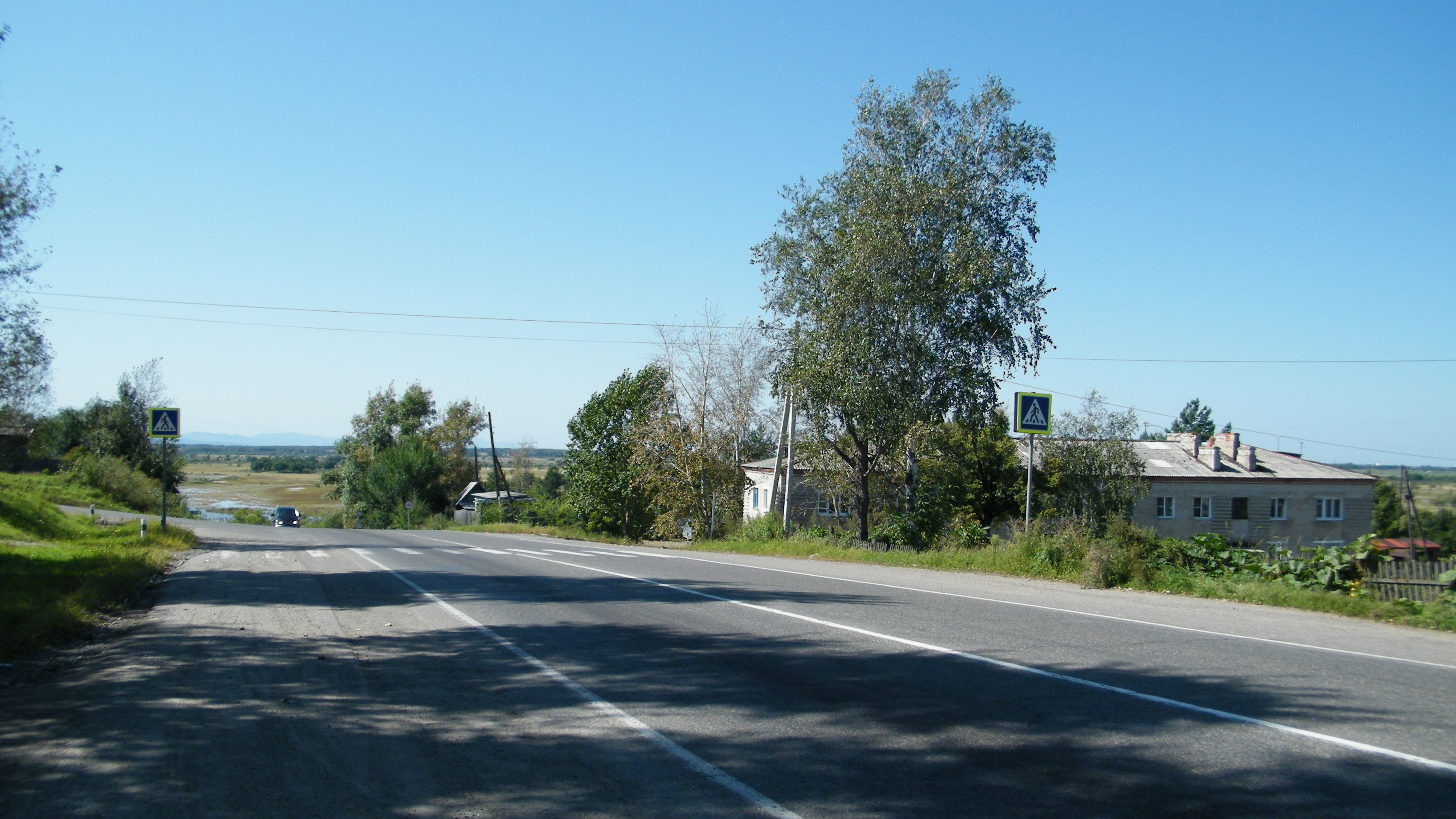
Regionalstraße R454 bei Knjase-Wolkonskoje

## Geschichte
Das Dorf wurde 1903 durch Umsiedler aus dem Gouvernement Tambow gegründet und nach dem Fürsten Michail Wolkonski (1832–1909, russisch Knjas Wolkonski) benannt, Teilnehmer der russischen Amur-Expedition von 1851 bis 1855 unter Gennadi Newelskoi und Nikolai Murawjow-Amurski und späterer Staatsmann.
Nördlich des Dorfes entstand ein größerer Standort der Sowjetischen Armee und heute der Streitkräfte der Russischen Föderation. Dessen zuvor geschlossene Wohnsiedlung wurde in den 1990er-Jahren an Knjase-Wolkonskoje angeschlossen, wodurch sich dessen Einwohnerzahl mehr als verdreifachte.
Die dort stationierte 64. Motorisierte Schützenbrigade wird beschuldigt, während des Russisch-Ukrainischen Krieges 2022 das Massaker von Butscha begangen zu haben.

### Bevölkerungsentwicklung
| Jahr | Einwohner |
| ---- | --------- |
| 2002 | 9206      |
| 2010 | 9155      |
| 2021 | 6758      |

Anmerkung: Volkszählungsdaten

## Verkehr
Knjase-Wolkonskoje liegt an der von Chabarowsk kommenden Fernstraße Wostok, auf diesem Abschnitt zugleich Regionalstraße R454. Wenige Kilometer östlich des Dorfes teilt sich die Straße: Während die Straße Wostok sich nach Süden in Richtung Nachodka wendet, führt die R454 in nordöstlicher Richtung nach Komsomolsk am Amur.